# Arapoviće
Arapoviće (szerbül: Араповиће), település Szerbiában, a Raškai körzet Tutini községében.

## Népesség
- 1948-ban 190 lakosa volt.
- 1953-ban 212 lakosa volt.
- 1961-ben 255 lakosa volt.
- 1971-ben 164 lakosa volt.
- 1981-ben 185 lakosa volt.
- 1991-ben 160 lakosa volt.
- 2002-ben 61 lakosa volt, akik közül 58 bosnyák (95,08%) és 3 ismeretlen.